# میسی گری
میسی گری (انگلیسی: Macy Gray؛ زاده ۶ سپتامبر ۱۹۶۹) یک موسیقی‌دان اهل ایالات متحده آمریکا است. وی از سال ۱۹۹۰ میلادی تاکنون مشغول فعالیت بوده‌است.
از فیلم‌ها یا برنامه‌های تلویزیونی که وی در آن نقش داشته است می‌توان به دومینو، روز تعلیم، مرد عنکبوتی، پسر روزنامه فروش و بوکسور مقوایی اشاره کرد.